# Велика џамија у Кордоби
Велика џамија у Кордоби (шп. Mezquita de Córdoba), престоници омејадског калифата у Шпанији, грађена од 784. до 987. године, била је највећа џамија у Шпанији и величанствен пример маварске архитектуре. Данас је то главна католичка катедрала шпанске надбискупије Кордоба у покрајини Андалузији.

## Историја
Када су Абасиди збацили с власти Омејаде 750. године, последњи Омајадски калиф Абдурахман I побегао је преко Северне Африке у Шпанију (тада познату као al-Andaluz на арапском), где се с потпором сиријских муслиманских досељеника устоличио као владар покрајине или Емир. Док су абасидски калифи владали источним исламским светом из Багдада следећих 5. векова, Омајади су наставили да владају из Шпаније у свом главном граду Кордоби следећа три века (756-1031).
Омајади су били значајни покровитељи уметности, а један од најлепших сачуваних примера омајадске архитектуре јесте Велика џамија у Кордоби. Године 785. омајадски освајачи су започели градњу велике џамије на месту хришћанске визиготске цркве Св. Винсента. Каснији владари су је проширивали три пута.
У последњем веку омајадске владавине Кордоба се истакла као главно трговачко средиште, али и средиште интелектуалног и уметничког процвата. Економско, научно, књижевно и филозофско средиште, далеко је надилазило сличне градове хришћанске Европе. Са Абдурахманом III владари Омајади су се храбро прогласили калифима. Калиф Ал-Хакам II је упркос негодовању својих потчињених навелико финансирао проширење и раскошно уређење Велике џамије у Кордоби. Како би умирио њихов отпор, дао је да се у џамију угради натпис који објашњава његове порезе и хвали Бога који му је „помогао да се изгради ова вечна палата с циљем да се осигура више простора за његове вернике, што је желео Он, али и његови верници“.
Године 1236. Кордоба је поново освојена од стране хришћанских снага Фердинанда III од Кастиље у покрету реконкиста. Џамија је поново посвећена клао хришћанска црква. Алфонсо X је лично надгледао градњу капеле Villaviciosa и краљевске капеле унутар зидина џамије. Краљеви који су уследили додали су још хришћанских надградњи: Енрике II је обновио капелу у 14. веку. Да би била сачувана за време шпанске инквизиције, црква је посвећена као Катедрала Госпиног успења. Можда најзначајнији додатак је ренесансни главни брод у средишту катедрале изграђен за Карла V, који се сматра ујединитељем Шпаније.
Мајстори и архитекте су наставили да јој додају разне делове све до касног 18. века.